# Maurice Rinaldi
Pour les articles homonymes, voir Rinaldi.
Maurice Rinaldi, né Rinaldini le 15 décembre 1938 à Nîmes et mort suicidé le 22 avril 2008 à Nîmes, est un raseteur français, double vainqueur du Trophée des As.

## Biographie

### Jeunesse
Chaque samedi soir aux arènes de Nîmes, il rasète pour s'amuser taureaux et vaches emboulés.

### Carrière de raseteur
Remarqué par Jacques Antoine, Sicard et Aubaterre, il débute à Saint-Césaire en 1958, âgé de 20 ans. Il recommence à raseter après son service militaire, en 1969. Victime d'un grave accident de la route qui le prive d'un œil au début de 1970, il met à nouveau sa carrière entre parenthèses un long moment. Il reprend le crochet à l'occasion de la fête d'Aigues-Vives, avec Patrick Castro, et il fait trois rubans. Il remporte le Trophée des As une première fois en 1965. Mais, ayant pour principal rival Norbert Geneste, celui-ci le devance les deux années suivantes, avant qu'il ne reprenne la tête du Trophée une deuxième et dernière fois en 1968. Il est ensuite blessé à Remoulins par le taureau Gemeni de Laurent. Après encore une dizaine de courses, il met fin à sa carrière.
Parmi ses pairs, il a développé une « amitié durable » avec Roger César.

#### Palmarès
- 1962 :
  - Trophée des raseteurs
  - Trophée Cocarde Ricard
  - Trophée de l'Avenir
- 1963 :
  - Trophée des As : 4e
- 1964 :
  - Trophée des As : 4e
  - Gland d'or : 2e
- 1965 :
  - Trophée des As
  - Souvenir François-Canto
  - Palme d'or
  - Muguet d'or (Beaucaire
  - Crochet d'or (Châteaurenard)
  - Coupe Jacques Giraud (Mouriès) : 2e
  - Raison d'or (Jonquières-Saint-Vincent)
  - Trophée du Raset d'or (Beaucaire)
  - Cocarde d'or : 3e
- 1966 :
  - Trophée des As : 2e
  - Gland d'or (Châteaurenard)
  - Marguerite d'or (Marguerittes)
  - Palme d'or / 2e
  - Gland d'or (Saint-Gilles
  - Coupe de la bière (Barbentane)
- 1967 :
  - Trophée des Maraîchers
  - Trophée des As : 2e
  - Palme d'or
  - Marguerite d'or
- 1968 :
  - Trophée des As
  - Palme d'or
  - Marguerite d'or
- 1969 :
  - Trophée des As : 2e
  - Palme d'or : 2e

### Retraite
Il devient trésorier de l'Association des anciens raseteurs après 1989.
Le 12 mars 1995, il reçoit avec Manolo Falomir le diplôme d'honneur de la FFCC, en marge de son congrès à Redessan.
Il se donne la mort en avril 2008, à l'âge de 69 ans.